# Charles Le Masle
Charles Le Masle  (né en 1723 à Saint-André-des-Eaux - mort le 2 octobre 1803 à Vannes) est évêque constitutionnel du Morbihan de 1791 à 1801.

## Biographie
Charles Le Masle, prêtre depuis 1747, est, avant la Révolution française, depuis 30 ans, recteur d'Herbignac paroisse du diocèse de Nantes rattachée au diocèse de Vannes par l'Assemblée constituante. Lors de la mise en œuvre de la constitution civile du clergé, il prête serment en 1790 et après la destitution de l'évêque Sébastien-Michel Amelot et son émigration, il est élu le 27 mars 1791 par 166 bulletins sur 225 évêque constitutionnel du département du Morbihan en substitution du député du clergé Julien Guégan (1746 – † 1794) recteur de Pontivy, élu le 9 mars mais qui se rétracte ensuite de son serment.
Après sa consécration à Paris le 8 mai 1791, l'épiscopat de Charles Le Masle est marqué, jusqu'en 1793, par sa modération et une relative réussite malgré un environnement très difficile dans une région profondément catholique et royaliste dans laquelle les fidèles et le clergé le considèrent comme un intrus Il proteste contre les lois antireligieuses de 1792. Pendant la Terreur il est arrêté par Jean-Baptiste Carrier en 1793 et emprisonné pendant un an où il cesse toutes fonctions religieuses. Libéré en 1795 il adhère aux encycliques des « Réunis » et  participe encore aux « Conciles nationaux » de 1797 et 1801. Il se démet après la signature du concordat de 1801 se retire à Vannes où il vivait modestement et meurt le 2 octobre 1803 après s'être confessé à son successeur l'évêque concordataire .